# The Spectre
The Spectre – singel norweskiego producenta muzycznego Alana Walkera wydany 15 września 2017 roku.

## Lista utworów
- Digital download (15 września 2017)[2]

1. „The Spectre” – 3:13

## Produkcja
Singel został wyprodukowany przez Andersa Froena, Alana Walkera, Gunnara Grevea, Fredrika Borcha Olsena, Larsa Kristiana Rosnessa i Marcusa Arnbekka.

## Teledysk
Teledysk do utworu wyreżyserowany przez Alexandra Zarate Freza i Auduna Notevarpa został opublikowany 15 września 2017 roku.

## Pozycje na listach
| Państwo    | Lista (2017–2018)           | Najwyższa pozycja |
| ---------- | --------------------------- | ----------------- |
| Norwegia   | Top 40 Singles              | 5                 |
| Szwajcaria | Singles Top 100             | 13                |
| Austria    | Singles Top 75              | 14                |
| Szwecja    | Top 100 Singles             | 22                |
| Węgry      | Single (track) Top 40 lista | 32                |
| Niemcy     | Top 100 Singles             | 50                |

| Kraj          | Certyfikat      | Sprzedaż |
| ------------- | --------------- | -------- |
| Polska (ZPAV) | platynowa płyta | 50 000+  |
| Szwecja (GLF) | platynowa płyta | 40 000+  |